# ابتهال كاصد الزيدي
الدكتورة ابتهال كاصد ياسر حسين الزيدي هي سياسية عراقية، ولدت في الكاظمية سنة 1965.
تخرجت من كلية التربية في جامعة الموصل عام 1987 وقد حصلت على شهادة البكلوريوس في آداب اللغة العربية. عملت مدرسة في التعليم الثانوي للمدة من سنة 1987 إلى 1994 في مديرية تربية الكرخ، ثم مدرسة في معهد إعداد المعلمات في بغداد - الرصافة عام 1994.
حصلت على شهادة الماجستير في اللغة العربية وآدابها عام 1994 من قسم اللغة العربية في كلية الآداب بجامعة بغداد عن الرسالة الموسومة "علم الأصوات في كتب معاني القرآن"، ثم حصلت على شهادة الدكتوراه في اللغة العربية وأدابها عام 2004 من كلية التربية للبنات في جامعة بغداد عن بحثها "البحث الدلالي في التبيان في تفسير القرآن لأبي جعفر محمد بن الحسن الطوسي."
تعمل حاليا أستاذا مساعدا في قسم اللغة العربية في كلية التربية للبنات بجامعة بغداد.
شغلت منصب وزيرة الدولة لشؤون المرأة، وكذلك شغلت منصب وزير التربية وكالة خلال فترة انقطاع الوزير محمد تميم عن المنصب بسبب إعلانه الاستقالة.

## الكتب والبحوث
من الكتب التي كتبتها:
- علم الأصوات في كتب معاني القرآن
- علوم القرآن والتفسير
- البحث الدلالي في التبيان في تفسير القرآن لأبي جعفر محمد بن الحسن الطوسي
- محاضرات في علم اللغة

أما البحوث:
- الدرس الصوتي عند يحيى بن حمزة العلوي
- دلالة الأخذ في القرآن الكريم
- العلاقات الدلالية بين ألفاظ الاستبدال الصوتي في القرآن الكريم
- السمات الأسلوبية لمقدمة كتاب الاشتقاق
- أثر السياق في دلالة العموم والخصوص عند الشيخ الطوسي